# Janne Hellman
Jan Hellman, född 1964 i Mora är en svensk musiker, multiinstrumentalist och vokalist.

## Biografi
Hellman växte upp i Uppsala. Vid sju års ålder började han spela fiol i Uppsala musikskola för Lillian Hallén. På gymnasiet läste han humanistisk linje med musiktillval och spelade samtidigt med i sitt första band som gitarrist och keyboardist. Bandet hette till en början Lumière, men bytte sedan namn till Fort Knox. Bandmedlemmarna var Staffan Littmark, Bo Lundqvist och Peter Lindberg. De anmälde sig till Rock-SM 1982 och lyckades ta sig till final med låtarna "Listiga pojkar" och "Kung för en dag" tillsammans med det då okända bandet Europe, vilket sedermera vann tävlingen.
År 1986 blev Hellman tillfrågad av Magnus Larsson om han ville sjunga och spela gitarr i det nystartade bandet Pretty Triggers som förutom Larsson bestod av Hardy Peterson och Tomas Pettersson. Hellman ville enbart spela gitarr, keyboard och sjunga kör, så Anders Åsén togs in som sångare. De fick skivkontrakt med MNW och släppte en skiva 1988 med ny trummis, Robert Halldin. År 1986 startade Hellman under pseudonymen Rock-Tony "Farsan" Fendox tillsammans med Staffan Littmark, Bo Lundqvist, Jan "Isak" Isaksson och Olle Starlander party-coverbandet Highway Stars som turnerade fram till 1991 då Hellman hoppade av för att börja spela keyboards med Uppsalabaserade reggaebandet Natural Way. Hellman återuppstod som ”Farsan” i Highway Stars år 2011 i samband med Pigge Werkelins 50-årsfest på Gotland  fram till år 2018 då ”Farsan” gick i pension. År 1990 startade Hellman bandet Studfarm tillsammans med JJ Marsh. De spelade en mix av melodiös funkig blueshårdrock och var influerade av band som till exempel Living Colour. De har även samarbetat vid senare tillfällen, bland annat i projektet The Sweden i slutet av 00-talet. År 2004 framträdde Hellman under pseudonymen "Thor Döhn" på Sweden Rock Festival med Spridda SkurarS tillsammans med bland annat TV-meteorologerna Pär Holmgren och Pererik Åberg.

## Nutid
Hellman är en multiinstrumentalist med sin röst som sitt främsta instrument. Han spelar och sjunger i en mängd olika konstellationer, bland annat Private Jets och det numera upplösta Rävjunk. 2019 återuppstod Natural Way för spelningar, bland annat på URF (Uppsala Reggaefestival) 2019 och de har dessutom påbörjat inspelning av nya låtar i NOX Studios i Stockholm. 
Hellman har även ett alter ego - Heaven and Hellman - som sysslar med olika projekt inom musik, fotografi och multimedia.

## Diskografi

### Album
- 1988 - Pretty Triggers - Pretty Triggers - MNW
- 1989 - 1924 - Natural Way - Studio 55
- 1999 - Natural Way All Stars - Natural Way - Studio 55
- 2002 - A Four-Leaf Clover in E-Major - Private Jets - Sparkplug Records
- 2008 - Jet Sounds - Private Jets - Sparkplug Records

### Tracks Appear On
- 2008 - International Pop Overthrow Vol. 11 - "Extraordinary Sensations" Private Jets - No Lame Recordings
- 2008 - Scandinavian Pop Sampler Vol. 9 - "Investigate" Private Jets - Popsicle Recordings
- 2009 - International Pop Overthrow Vol. 12 - "Speak Up, Speak Out" Private Jets- No Lame Recordings

### Singlar
- 1988 - Moviestar - Highway Stars